# Konstantinos Karakatsanis
Konstantinos Karakatsanis (in greco Κωνσταντίνος Καρακατσάνης?; Atene, 1877 – ...) è stato un mezzofondista e canottiere greco.

## Biografia
Partecipò alle gare di atletica leggera delle prime Olimpiadi moderne che si svolsero ad Atene nel 1896, negli 1500 m, finendo al settimo posto.
Partecipò anche alle gare di canottaggio dei giochi olimpici intermedi, nei sedici con (3000 metri).